# Mondovì
Mondovì (piemontesisch: ël Mondvì [əlmʊn'dwi]) ist eine italienische Stadt im Südwesten des Piemont in der Provinz Cuneo.

## Lage und Einwohner
Die Stadt liegt zwischen Turin und Savona am Fluss Ellero, circa 395 bis 559 m s.l.m. Die zur Gemeinde gehörende Fläche beträgt 87 km² und hat 22.011 Einwohner (Stand 31. Dezember 2023). Die Bewohner werden meist Monregalesi genannt, nach dem lateinischen Namen der Stadt, Mons Regalis (selten auch Mondoviti).
Sie besteht aus den Stadtteilen (Rioni) Piazza (Altstadt), Breo (Unterstadt), Carassone und Altipiano (im 20. Jahrhundert erbaut). Darüber hinaus gehören zum Gemeindegebiet die Dörfer Sant’Anna Avagnina, Merlo, Sciolli, Rifreddo, Gratteria, San Giovanni Govoni, San Quintino, Breolungi, Pogliola, San Biagio und Pascomonti.
Die Nachbargemeinden sind Bastia Mondovì, Briaglia, Carrù, Cigliè, Magliano Alpi, Margarita, Monastero di Vasco, Morozzo, Niella Tanaro, Pianfei, Rocca de’ Baldi, Vicoforte und Villanova Mondovì.

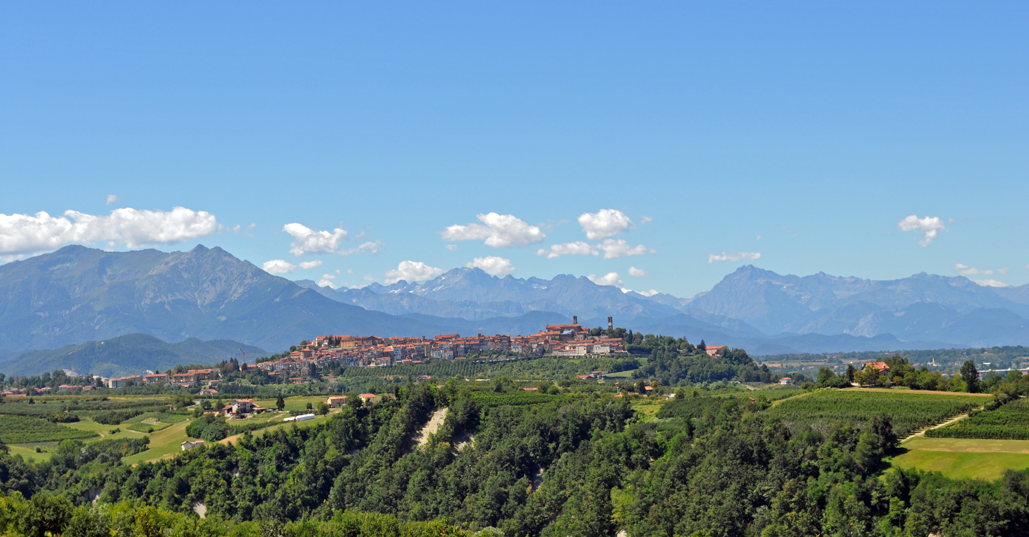
Panorama

## Geschichte

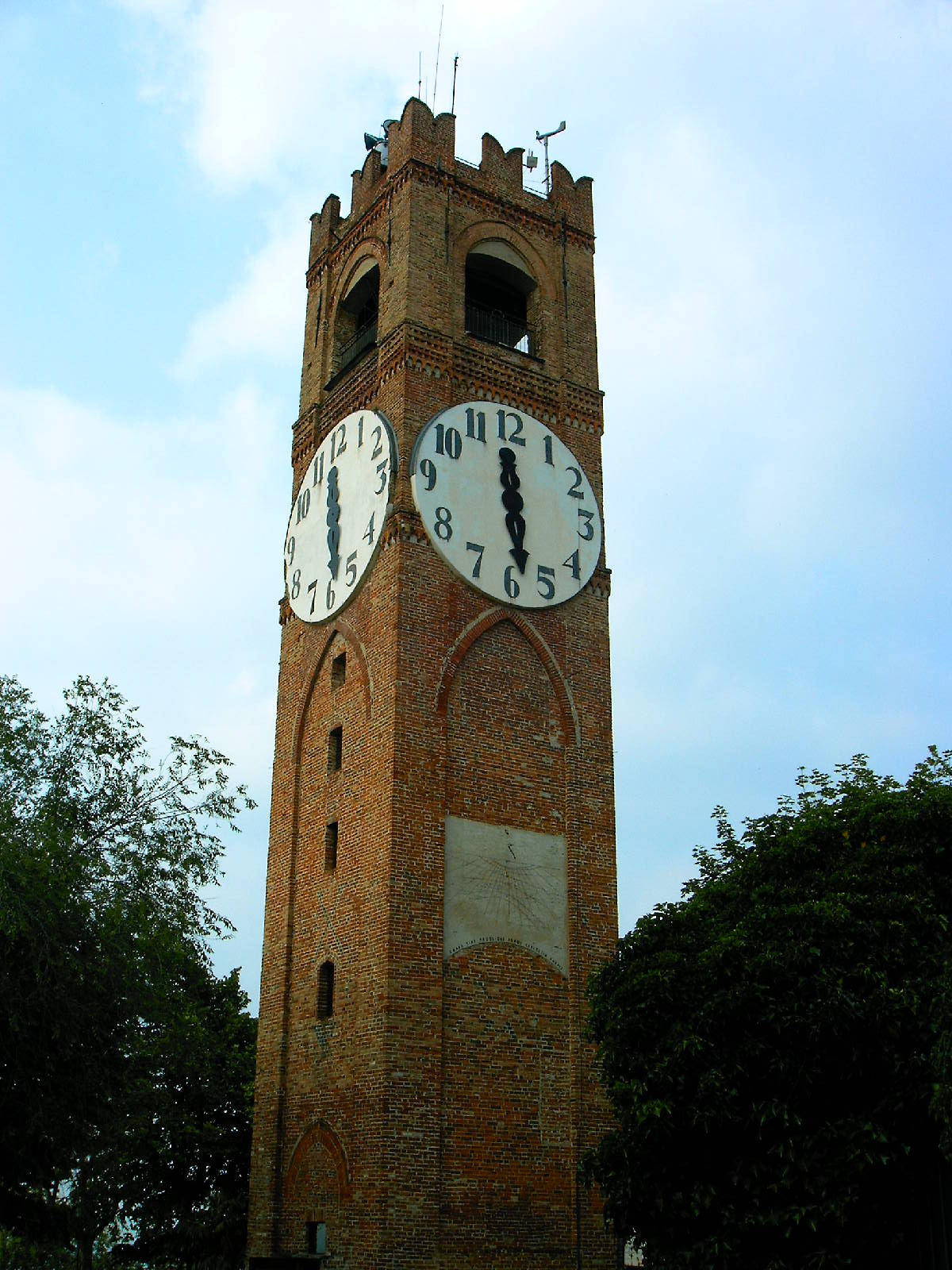
Turm des Belvedere

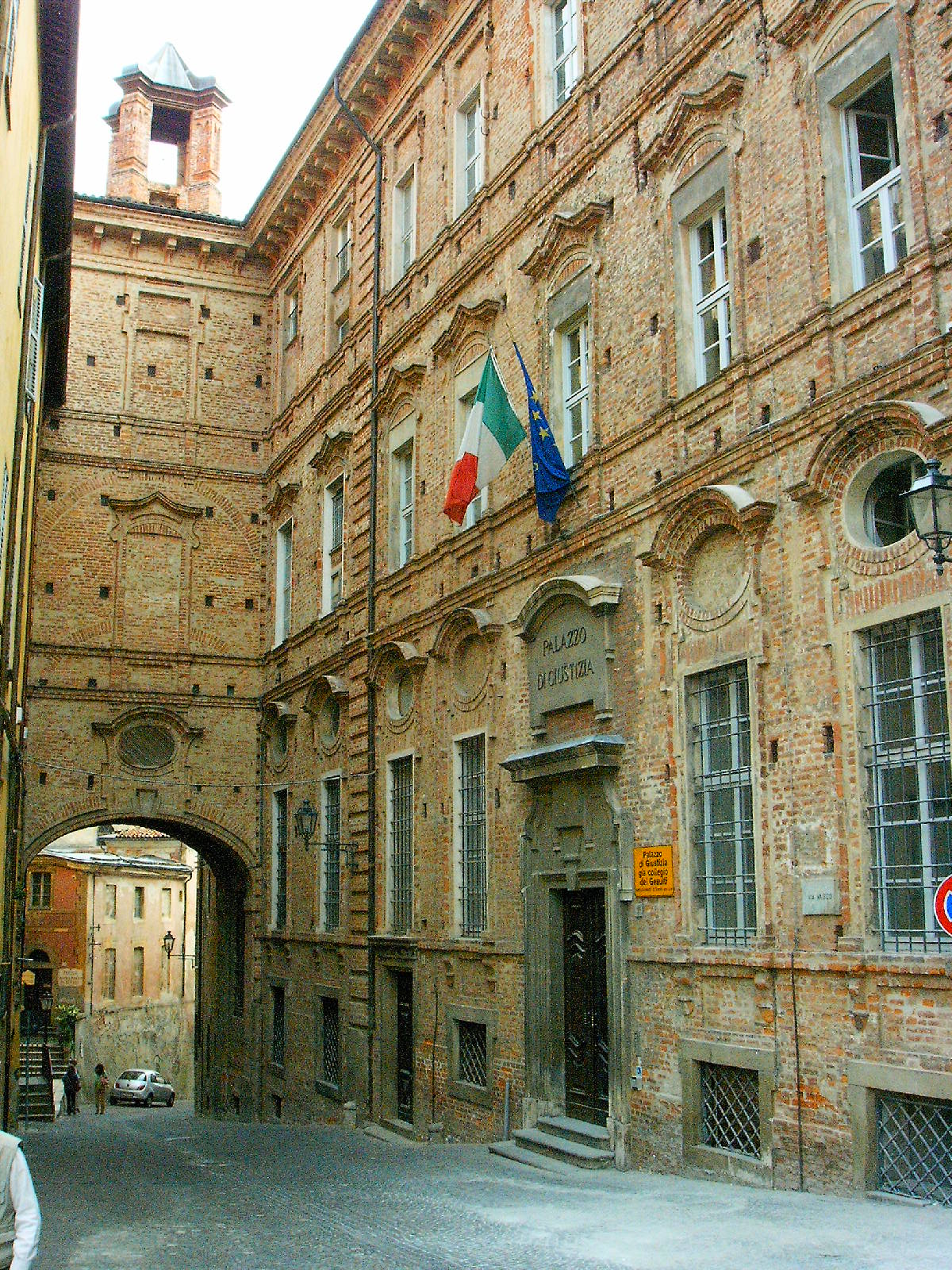
Palazzo di Giustizia

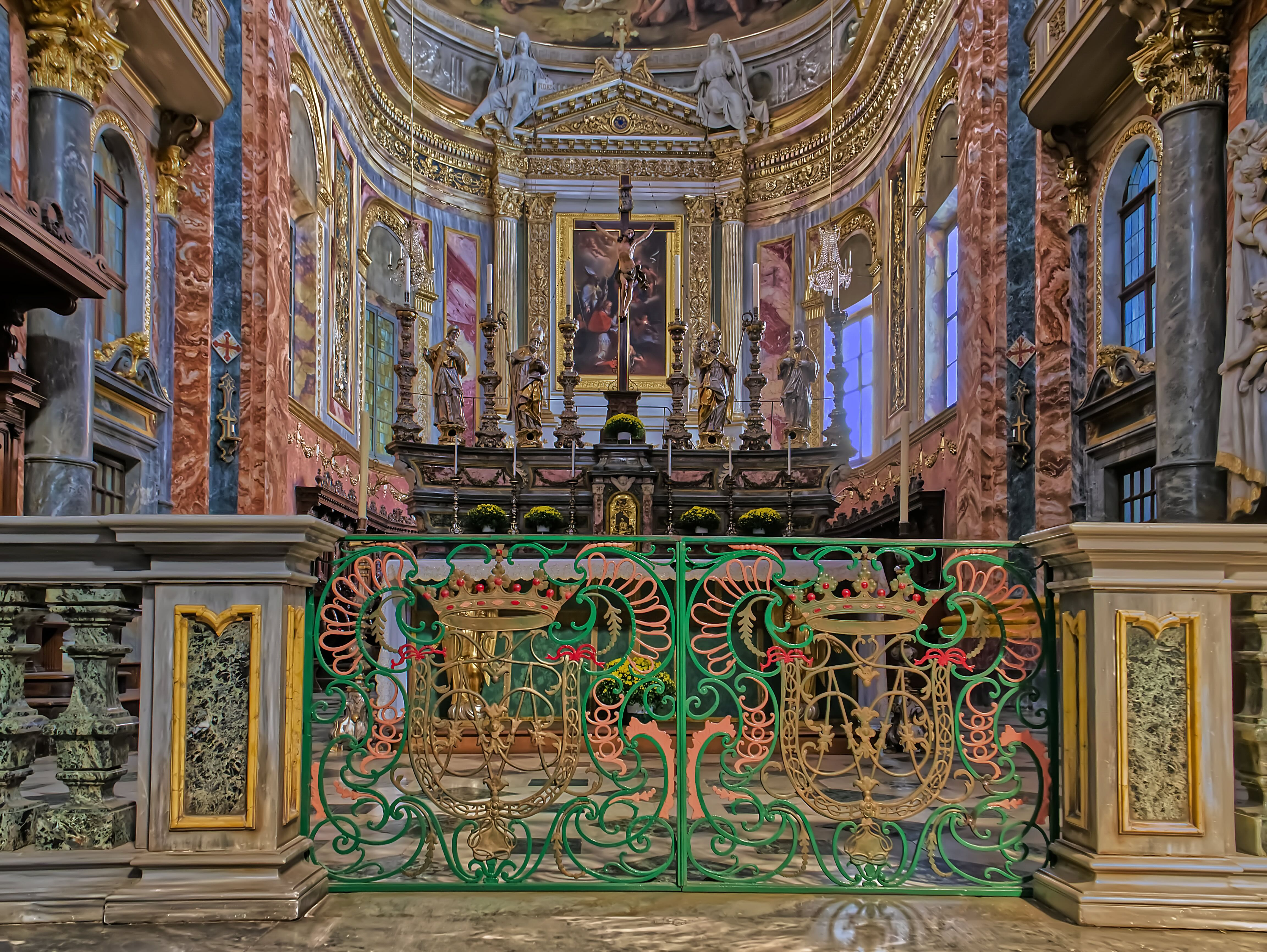
Kathedrale San Donato

Die Stadt wurde ursprünglich als „Mont ëd vico“ (Monte di Vico) im Jahr 1198 gegründet. Sie ist seit dem 14. Jahrhundert katholischer Bischofssitz.
Älter als Mondovì selbst sind einige seiner Stadtteile, vor allem Breolungi, eine Siedlung der Bagienner, die im 2. Jahrhundert v. Chr. von den Römern unterworfen wurden. In der spätkarolingischen Periode wurde Breolungi von einer Zivilregierung verwaltet, genannt Komitee von Bredulo, wobei Bredulo der Sitz des Komitees war. Historiker nahmen an, dass „Bredulo“ mit Breolungi identisch ist. Im Jahr 901 wurde die Führung des Komitees dem Bischof von Asti übertragen. Im 12. Jahrhundert schließlich verschwand es.
Im Jahr 1796 schlug Napoleon in einer Schlacht in der Nähe die Armee des Königreichs Sardinien.

## Wirtschaft und Infrastruktur
In Mondovì ansässig sind stahlverarbeitende, pharmazeutische, chemische und Papierindustrie sowie eine Außenstelle des polytechnischen Instituts der Universität Turin.
Mondovì hat einen Bahnhof an der Bahnstrecke Turin – Savona. Östlich der Stadt verläuft die Autostrada A6, an die Mondovì durch die Anschlussstelle 63 angebunden ist.
Seit 1886 verkehrt eine 550 m lange Standseilbahn zwischen Breo und Piazza. Die Bahn wurde anfänglich von einer 8 PS-Dampfmaschine angetrieben, wurde aber bereits 1887 auf Wasserballast umgebaut. 1926 wurde der elektrische Antrieb eingeführt. Die Bahn war von 1975 bis 2006 außer Betrieb.

## Sehenswürdigkeiten
- Kathedrale San Donato (1743–1753)
- Kirche San Francesco Saverio (1664–1678), mit Gemälden des Architekten und Malers Andrea Pozzo
- Kapelle Santa Croce aus dem 14. Jahrhundert mit einem gotischen Freskenzyklus
- Mittelalterliche Stadtmauer (12. Jahrhundert)
- Torre del Belvedere aus dem 13./14. Jahrhundert
- Synagoge

## Söhne und Töchter der Stadt
- Francesco Adriano Ceva (1580–1655), Kardinal
- Giovanni Bona (1609–1674), Pionier der Liturgiewissenschaft und Kardinal
- Giambatista Beccaria (1716–1781), Physiker
- Marcantonio Durando (1801–1880), Ordenspriester (Lazaristen), Bruder von Giacomo und Giovanni Durando
- Giovanni Durando (1804–1869), Generalleutnant, Bruder von Marcantonio und Giacomo Durando
- Giacomo Durando (1807–1894), General, Bruder von Marcantonio und Giovanni Durando
- Stanislao Eula (1818–1886), Bischof von Novara
- Benedetto Secchi (1831–1883), Sänger und Komponist
- Giovanni Giolitti (1842–1928), Politiker, mehrfach Ministerpräsident
- Donato Etna (1859–1938), General und Senator
- Giovanni Bertone (1884–1972), Karosseriebauer und Gründer der Carozzeria Bertone
- Angelo Cuniberti (1921–2012), Apostolischer Vikar in Kolumbien
- Giacomo Stefano Oreglia (1924–2007), Verleger und Übersetzer
- Lidia Beccaria Rolfi (1925–1996), Widerstandskämpferin und Schriftstellerin
- Miranda Bonansea (1926–2019), Kinderdarstellerin und Synchronsprecherin

## Kulinarische Spezialitäten
In der näheren Umgebung der Gemeinde wird Weinbau betrieben. Die Beeren der Rebsorten Spätburgunder und/oder Chardonnay dürfen zum Schaumwein Alta Langa verarbeitet werden. Eine weitere Spezialität der Region ist der Rotwein Barbera.